# Helena af Slesvig-Holsten-Sønderborg-Glücksborg
Prinsesse Helena til Slesvig-Holsten-Sønderborg-Glücksborg (født Helena Adelheid Viktoria Marie 1. juni 1888, død 30. juni 1962) var en tyskfødt prinsesse, der var medlem af den danske kongefamilie som ægtefælle til kong Christian 10.'s lillebror prins Harald.
Hun var datter af hertug Frederik Ferdinand af Slesvig-Holsten-Sønderborg-Glücksborg og hans hustru, prinsesse Caroline Mathilde af Slesvig-Holsten-Sønderborg-Augustenborg. Hun giftede sig med sin halvfætter, prins Harald af Danmark, i 1909. Som dansk prinsesse helligede hun sig filantropisk virksomhed. Som følge af sine tyske sympatier under besættelsen, blev hun efter Befrielsen landsforvist af sin svoger, kong Christian 10., i 1945.

## Biografi

### Tidlige liv
Prinsesse Helena blev født den 1. juni 1888 på herregården Grønholt (tysk: Grünholz) nær Kappel i Slesvig-Holsten som det ældste barn af titulær hertug Frederik Ferdinand af Glücksborg i hans ægteskab med prinsesse Caroline Mathilde af Augustenborg. Hendes far var søn af hertug Frederik af Glücksborg, der var nevø til kong Christian 9. af Danmark, mens hendes mor var datter af hertug Frederik Christian August af Slesvig-Holsten-Sønderborg-Augustenborg og prinsesse Adelheid af Hohenlohe-Langenburg.

### Ægteskab
Prinsesse Helena forlovede sig som  20-årig den 16. juni 1908 på Charlottenlund Slot med sin halvfætter, den 12 år ældre prins Harald af Danmark (1876-1949). Prins Harald var en yngre søn af kong Frederik 8. og dronning Louise, og deres farfædre var dermed brødre. Parret blev gift den 28. april 1909 på slægtens stamsæde Glücksborg Slot ved Flensborg. Selv om begge parter i ægteskabet tilhørte huset Glücksborg, var forbindelsen ikke udelt populær, da hendes mor var prinsesse af Augustenborg, tipoldebarn af Struensee og søster til Augusta Viktoria af Augustenborg, der var Tysklands sidste kejserinde som gemalinde til kejser Wilhelm 2. Augustenborg-familien var nærmeste arving til den danske trone ved oldenborgernes forventelige uddøen med Frederik 7. Men på grund af det slesvig-holstenske oprør mod Danmark i 1848, som augustenborgerne stod i spidsen for, fradømtes slægten i 1851 mod en rundhåndet erstatning arveretten til den danske trone, og efter nederlaget i 1864 til Preussen var forbindelsen til hoffet i dette kongerige – efter 1871 kejserriget Tyskland – prekær, og alle med forbindelse til Wilhelm 2. var ilde set.[kilde mangler] I ægteskabet blev der født fem børn, heriblandt den senere arveprinsesse Caroline-Mathilde.

### Senere liv
Det kongelige par boede først på landstedet Jægersborghus i Jægersborg nord for København. Fra 1918 boede parret i en villa på Svanemøllevej 25 i Ryvangen, tegnet af Julius Bagger.
Hun fulgte regeringens råd om at omgås tyskerne efter den tyske besættelse af Danmark og blev som Bull og Scavenius upopulær i den danske befolkning. Medlemmer af den danske modstandsbevægelse kaldte hende det eneste medlem af den danske kongefamilie, der har forrådt landet, og hendes sønner brød med hende. Ifølge Stockholmlisten på Bovrup-Kartoteket skaffede hun sig adgang til danske nazikredse gennem Ebba Rigmor Lerche. Hun forsøgte i 1942 med Højgaard-kredsen at overtale sin svigersøn prins Knud til at foreslå kongen at lade nazister indgå i regeringen. Prinsesse Helena anses ikke at for at være tysk agent, men hun røbede oplysninger gennem en ansat, der var spion. Christian 10. udviste hende fra Danmark den 31. maj 1945, hvorefter hun sad i husarrest på slottet Glücksburg. Prinsesse Helena blev aldrig stillet for retten, fordi den kongelige familie ikke ønskede det. Hun fik lov at komme tilbage til Danmark i 1949, da hendes mand lå for døden.
Prinsesse Helena boede efter sin tilbagevenden til Danmark i villaen på Svanemøllevej, hvor hun levede isoleret til sin død den 30. maj 1962. Hun blev gravsat i krypten under Roskilde Domkirke ved siden af sin mand.

## Genealogi

### Børn
- Prinsesse Feodora (1910-1975) gift med sin fætter, prins Christian af Schaumburg-Lippe
- Arveprinsesse Caroline-Mathilde ("Calma") (1912-1995), gift med sin fætter, den senere arveprins Knud (1900-1976)
- Prinsesse Alexandrine-Louise (1916-1962) gift med grev Luitpold af Castell-Castell (1904-1941)
- Prins Gorm (1919-1991)
- Oluf, greve af Rosenborg (1923-1990) gift med 1) Dorrit Puggaard-Müller (f. 1926), 2) Lis Wulff-Jürgensen (f. 1935)